# Emiratul Dubai
Dubai (în arabă دبيّ dubeyy; pronunție în engleză [duːˈbaɪ]) este unul din cele șapte emirate (pe lângă Abu Dhabi, Sharjah, Ras al-Khaimah, Ajman, Fujairah și Umm al-Qaiwain) ale Emiratelor Arabe Unite (EAU) și totodată cel mai populat stat component. Este situat pe malul sudic al Golfului Persic, în Peninsula Arabică, aflându-se pe locul doi în ceea ce privește teritoriul (după emiratul Abu Dhabi). Dubai și Abu Dhabi sunt singurele entități federative cu drept de veto în cazul chestiunilor critice de importanță națională din cadrul legislaturii naționale. Capitala emiratului Dubai este orașul omonim.

## Geografie

### Climă
Dubaiul are un climat arid. Verile în Dubai sunt extrem de fierbinți, uscate și cu vânt, cu o temperatură maximă medie de 40° C. Noaptea, temperaturile fiind în jurul valorii de 30° C. Iernile sunt reci și scurte, cu o temperatură maximă medie de 23° C, iar temperaturile minime nocturne în jurul valorii de 14° C. Cantitatea de precipitații a crescut în ultimele decenii și atinge în prezent aproximativ 150 mm pe an.

## Demografie
În Dubai, ca și în restul țării, emirații sunt în minoritate. Aproximativ 85% din populație sunt străini și ei oferă cea mai mare parte a rezultatelor economiei. Cea mai mare parte a migranților provin din Asia de Sud (India, Pakistan, Bangladesh, Sri Lanka) și Filipine, dar, de asemenea, și din Africa (Sudan, Egipt, Algeria, Somalia, Etiopia, Kenya, Nigeria, Tanzania), Europa și din Statele Unite ale Americii și Canada.
În timp ce populația locală și migranți cu înaltă calificare a forței de muncă din Europa și America de Nord sunt de regulă foarte bogați, lucrătorii migranți necalificați au venituri serios scăzute de mai puțin de 5 dolari americani pe ziua de lucru.
În Dubai, există, în conformitate cu World Wealth Report, 68000 milionari în USD, care alcătuiesc aproape 4,6% din populația Dubai. Fiind una dintre cele mai mari densități de milionari din lume. Media de venit pe cap de locuitor în 2005 a fost de aproximativ 28.000 de dolari SUA.

## Religie și limbă
Islamul este religie de stat. Majoritatea locuitorilor din Dubai sunt sunniți. Cu toate acestea, există, de asemenea, hinduși, sikh, șiiți și creștini. Dubai este singurul emirat din Emiratele Arabe Unite, în care există un templu hindus și un Sikh Gurudwara.
Limbă oficială a emiratului și a orașului Dubai este limba arabă, dar este folosită pe scară foarte largă limba engleză. Aproape toți tinerii din Emirate și o mare parte din lucrătorii recrutați pot comunica în limba engleză.
Week-endul în Dubai și Emiratele Arabe Unite este vineri și sâmbătă din septembrie 2006 (în trecut era joi și vineri). Toate instituțiile de stat și publice, agențiile guvernamentale, și școli private, sunt legate de aceste reguli. Cu toate acestea, există o săptămână de șase zile, când în week-end este doar vineri pentru o mare parte a lucrătorilor emigranți.

## Economie
Moneda oficială în Dubai este Dirham EAU. Numele vine de la grecescul „drachma”, care se traduce prin „monedă”. Monedele sunt de 1, 5, 10, 25 si 50 de fils și bancnotele sunt de 5, 10, 20, 100, 200, 500 si 1.000 dirhami.

### Comerț
Principalul aeroport din Dubai este Aeroportul Internațional Dubai. Dubai International Airport (IATA: DXB)  este cel mai mare hub din Orientul Mijlociu și baza de operațiuni a companiei Emirates, compania aeriană cu cea mai mare creștere din lume, precum și a operatorului low-cost Flydubai. Aeroportul este faimos și pentru magazinele sale de duty-free, cu toate acestea prețurile acestora sunt egale sau mai mari cu ceea ce se poate găsi în mall-urile orașului.

### Turism
Turismul în Dubai reprezintă o mare parte din economia statului.